# طبل حلبی (فیلم)
طبل حلبی (آلمانی: Die Blechtrommel) فیلمی در ژانر جنگی و درام به کارگردانی فولکر شلوندورف محصول ۱۹۷۹ است.
فیلم توانست نخل طلای کن و اسکار بهترین فیلم خارجی‌زبان را از آن خود کند.

## بازیگران
- ماریو آدورف
- دانیل اولبریخسکی
- شارل آزناوور
- آندریا فریول
- هاینتس بننت
- اتو زاندر
- میچیسواف چخوویچ